# James Soutter
James Tindal Soutter (1º gennaio 1885 – Edimburgo, 8 agosto 1966) è stato un velocista britannico, specializzato nei 400 metri piani.

## Palmarès
- Giochi olimpici

Stoccolma 1912: bronzo nella staffetta 4×400 metri.